# Miasto ucieczki

Położenie miast ucieczki

Miasto ucieczki (hebr. עיר מקלט) – jedno z sześciu biblijnych miast lewickich, gdzie nieumyślny zabójca mógł znaleźć schronienie przed wendetą:
1. Beser
2. Ramot
3. Golan
4. Hebron
5. Sychem
6. Kedesz.

Prawo nieumyślnego zabójcy do szukania schronienia wspomniane zostało w Księdze Wyjścia (Wj 21,13). Miejscem tym był początkowo ołtarz ofiarny, o czym świadczy następny wers. Prawo to różniło się od praw innych ludów starożytnych, gdyż w innych tradycjach każdy, a nie tylko zabójca, mógł skorzystać ze schronienia w świątyni.
Miasta ucieczki zostały wskazane przez Mojżesza, gdy naród wybrany znalazł się na pograniczu kananejskim po wyjściu z Egiptu. Według Księgi Liczb (Lb 35,6,13–14), Księgi Powtórzonego Prawa (Pwt 4,43; 19,2,7–9) i Księgi Jozuego (20,7–8) były to trzy miasta kananejskie (Hebron, Sychem i Kedesz) oraz trzy zajordańskie (Beser, Ramot i Golan).
W Talmudzie i u autorów, którzy badali status miast ucieczki, zabójca miał prawo szukać schronienia we wszystkich 48 miastach lewickich, jednak tylko w sześciu przywileju tego udzielano mu bezwarunkowo, podczas gdy w pozostałych 42 powinien był uzyskać zgodę społeczności i utrzymywać się z własnych środków. Drogi, które prowadziły do miast ucieczki, powinny były być przejezdne, zaś na skrzyżowaniach należało wskazać kierunek, w którym znajduje się miasto. Starszyzna miast ucieczki po wysłuchaniu prośby o schronienie wydawała petentowi tymczasowe pozwolenie na zatrzymanie się w mieście. Gdy zwoływano posiedzenie sądowe, proszącego eskortowano na sąd, by chronić go przed zemstą krewnych ofiary.
Według Księgi Liczb (Lb 35,25,28) oraz Księgi Jozuego (Joz 20,6), jeżeli na sądzie ustalono winę zabójcy i udowodniono jego umyślność, zbrodniarza karano śmiercią lub przekazywano krewnym zabitego. Jeżeli natomiast zbrodnię petenta uznano za nieumyślną, zabójcę kierowano na pobyt w mieście ucieczki na czas życia urzędującego arcykapłana, po śmierci którego zabójca mógł opuścić miasto bez obawy zemsty ze strony krewnych. Poza tym warunkiem nie mógł opuszczać miasta w obawie przed wendetą (Lb 35,27). Zamieszkanie w jednym mieście było zarówno ochroną, jak i karą dla nieumyślnego zabójcy. Prawodawstwo żydowskie zabraniało zastąpienia przebywania w mieście ucieczki grzywną pieniężną (Lb 35,31–32)